# Jan Madejski
Jan Madejski (ur. 1939 w Łodzi) – polski artysta fotograf. Członek rzeczywisty Okręgu Łódzkiego Związku Polskich Artystów Fotografików.

## Życiorys
Jan Madejski jest absolwentem Uniwersytetu Łódzkiego (studia prawnicze). Związany z łódzkim środowiskiem fotograficznym, mieszka, pracuje, tworzy w Łodzi – zawodowo i artystycznie związany z fotografią od początku lat 70. XX wieku. Miejsce szczególne w jego twórczości zajmuje fotografia architektury, fotografia pejzażowa (miejska), fotografia reklamowa, fotografia studyjna.
Jan Madejski jest autorem, współautorem wielu wystaw fotograficznych w Polsce i za granicą; indywidualnych i zbiorowych. Jego fotografie były prezentowane na wielu wystawach pokonkursowych; krajowych i międzynarodowych – gdzie były wielokrotnie doceniane akceptacjami, medalami, nagrodami, wyróżnieniami, dyplomami, listami gratulacyjnymi.
W 1969 roku został przyjęty w poczet członków rzeczywistych Okręgu Łódzkiego Związku Polskich Artystów Fotografików (legitymacja nr 357). W 2001 roku podczas Jubileuszowego Międzynarodowego Konkursu Kalendarzy i Kart Świąteczno-Noworocznych – Vidical, został laureatem statuetki Złotego Liścia (za zdjęcia do kalendarza wieloplanszowego). W 1989 roku został odznaczony Medalem 150-lecia Fotografii. W 2003 roku za działalność artystyczną na niwie fotografii – uhonorowany Złotym Krzyżem Zasługi.
Fotografie Jana Madejskiego znajdują się w kolekcji Muzeum Narodowego we Wrocławiu oraz Muzeum Historii Miasta Łodzi.

## Odznaczenia
- Medal 150-lecia Fotografii (1989)[1];
- Złoty Krzyż Zasługi (2003)[4];

## Wybrane wystawy
- Fotografia 1973 (ind.) – Salon Fotografii, Łódzkiego Towarzystwa Fotograficznego (Łódź 1973);
- VI Międzynarodowe Biennale Plakatu – Zachęta (Warszawa 1976);
- VII Biennale Plakatu Polskiego (Katowice 1977);
- VIII Biennale Plakatu Polskiego (Katowice 1979);
- Notatnik (ind.) – Galeria Bałucka (Łódź 1981);
- Notatnik – Note book (ind.) – USA m.in. Minos Eye Gallery (1984);
- Notatnik c.d. (ind.) – Mała Galeria, CSW (Warszawa 1987);
- Fotografia 40 lecia związku ZPAF – Zachęta Narodowa Galeria Sztuki (Warszawa);
- 25 lat Małej Galerii ZPAF – Centrum Sztuki Współczesnej (Warszawa 2002);
- Notatnik c.d. (ind.) – Expodrum, Bree (Belgia 2003);
- Manhatan afher houers – Galeria Maalbeck (Bruksela 2004);
- Gdzie jesteśmy – Stara Galeria (Warszawa 2006);
- Gdzie jesteśmy – Stara Galeria (Warszawa 2007);

Źródło.

## Publikacje (albumy)
- Łódź, miasto i ludzie (współautor) – Wydawnictwo Łódzkie 1977[1];